# العقيد لطفي
دغين بن علي المعروف باسمه الثوري العقيد لطفي (1934-1960) مجاهد جزائري في صفوف ثورة التحرير الجزائرية تولى قيادة الولاية الخامسة التاريخية(الغرب)،(تلمسان وهران) حاليا

## النشأة

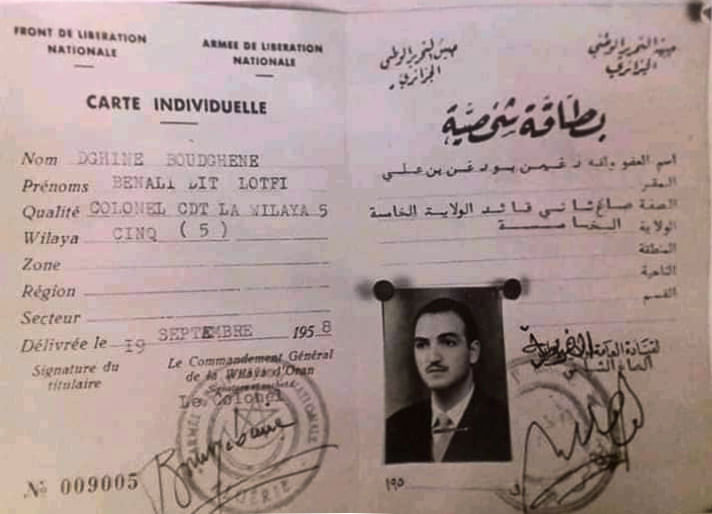
البطاقة الشخصية للعقيد لطفي في صفوف جبهة و جيش التحرير الوطني، صدرت عام 1958.

ولد دغين بن علي يوم 7 ماي 1934  بتلمسان غرب الجزائر، ينحدر من أصول تركية من عائلة بودغن الاسطمبولي المعروفة بمدينة تلمسان، نال الشهادة الابتدائية عام (1948)، سافر إلى المغرب لمواصلة دراسته الثانوية بمدينة (وجدة) لكنه عاد بعد سنة إلى تلمسان لينضمّ إلى مدرسة مزدوجة التعليم (فرنسي-إسلامي)، وفي هذه المدرسة بدأ وعيه السياسي.

## نشاطه أثناء الثورة
التحق بصفوف جيش التحرير الوطني في أكتوبر 1955 بالمنطقة الخامسة . كلّف بعدها بقيادة قسم تلمسان وسبدو وأشرف على تشكيل الخلايا السريّة لجبهة التحرير الوطني الجزائرية، وأخذ اسما ثوريا هو «سي إبراهيم» واستطاع بفطنته وحسن تنظيمه أن يؤسّس للعمل الفدائي في الولاية الخامسة، إذ
مع اكتشاف البترول بالجنوب الجزائري وزيادة اهتمام فرنسا بالصحراء، تطوّع «سي إبراهيم» في صيف 1956 لقيادة العمليات العسكرية في الجنوب وخاض عدّة معارك ضارية أسفرت عن خسائر معتبرة في صفوف القوات الفرنسية.
في جانفي من عام (1957)عين قائدا على المنطقة الثامنة من الولاية الخامسة برتبة نقيب ثم رائد، بمنطقة افلو تحت اسم لطفي، كما أصبح عضوا في مجلس إدارة الولاية الخامسة.
في عام 1959 رقي الشهيد إلى رتبــة صاغ ثاني (عقيد) قائدا للولايـــة الخامســة خلفا لقائدها السابق (العقيد) هواري بومدين.

## وفاته
استشهد مع نائبه الرائد فراج (لواج محمد) في معركة غير متكافئة مع قوات الاستعمار استخدمت فيها الطائرات والمدفعية الثقيلة وكان ذلك يوم 27 مارس 1960 بجبل غرب بشار وذلك بعد مقاومة طويلة.